# 攝氏32度
《攝氏32度》是1996年上映的英屬香港電影。杜琪峰監製，梁柏堅導演，吳倩蓮、劉青雲主演。電影於泰國及韓國取景。本片是銀河映像的創業作。

## 故事
晴（吴倩莲 饰）只是一个沉默寡言的普通女子，但实际上，她的真实身份竟然是一名技艺高超的冷血杀手。无尽的杀戮让晴的内心充满了疲憊。
每当伤感时，她都会到一间面店吃一碗面条。面条的温度温暖了晴的胃，而面店的老板朗（刘青云 饰）则温暖了她的心。

## 演员
| 演员   | 角色   | 备注               |
| 吳倩蓮 | 殺手   | 柬埔寨孤兒         |
| 劉青雲 | 石德朗 | 朗仔記麵店老闆     |
| 韓載錫 | 崔一正 | 韓國黑幫保鏢       |
| 黃莎莉 | 梅姐   | 殺手中介           |
| 張松枝 | 炮華   | 混混，後被殺手所殺 |
| 李純恩 | 方先生 | 客串，食評家       |

## 外部連結
- 開眼電影網上《攝氏32度》的資料（繁體中文）
- 香港影庫上《攝氏32度》的資料（繁體中文）
- 时光网上《攝氏32度》的資料（简体中文）
- 豆瓣电影上《攝氏32度》的資料 （简体中文）
- AllMovie上《攝氏32度》的资料（英文）
- 爛番茄上《攝氏32度》的資料（英文）
- 互联网电影数据库（IMDb）上《攝氏32度》的资料（英文）